# اسامه لیتیم
اسامه لیتیم (عربی: أسامة ليتيم؛ زادهٔ ۳ ژوئن ۱۹۹۰) بازیکن فوتبال اهل الجزایر است.